# 季克良
季克良（1939年4月24日—），江苏南通人，汉族，中华人民共和国政治人物、第十一届全国人民代表大会贵州地区代表。
1959年考入无锡轻工学院发酵专业。是中共党员。担任贵州茅台酒集团董事长。2008年起担任全国人大代表。